# Komunia apostołów (obraz Michaela Willmanna)
Komunia apostołów – obraz śląskiego malarza okresu baroku Michaela Willmanna, obecnie własność Muzeum Narodowego we Wrocławiu.
W latach 1678–1682 Willmann wykonał cykl rysunków o tematyce pasyjnej na zamówienie opata klasztoru w Krzeszowie Bernarda Rosy. Projekty graficzne ilustracji w postaci miedziorytów przeznaczone były do powstającego z jego inicjatywy modlitewnika pasyjnego – Krzeszowskiej księgi pasyjnej, która ukazała się w 1682 r. w Kłodzku. Z 32 rysunków cyklu zachowało się 19 prac, w tym Komunia apostołów (128 × 82 mm).
W stosunku do rysunkowego pierwowzoru Willmann znacznie uprościł aranżację tła, spłycił głębię perspektywy oraz umieścił na jednym poziomie głowy wszystkich przedstawionych postaci (izokefalia). Nad głową udzielającego komunię Chrystusa umieszczony został żyrandol z palącymi się świecami.
Z wcześniejszych ujęć tematu najbliższe Willmannowskiemu są obrazy Signorellego (1512) i Poussina (1640). Widoczne są też tutaj wpływy van Dycka (fizjonomie, draperie).
Okoliczności powstania oraz pierwotne miejsce przeznaczenia obrazu nie są znane. Pochodzi prawdopodobnie z jednego ze zsekularyzowanych śląskich klasztorów. Po 1810 r. znalazł się w zbiorach Kunst- und Antikenkabinett der Königlichen Universität zu Breslau. W 1942 r. został ewakuowany do skrytki muzealnej w Prudniku, w 1945 r. rewindykowany do Muzeum Górnośląskiego w Bytomiu, w 1948 r. przekazany Muzeum Narodowemu we Wrocławiu.

## Bibliografia

Komunia apostołów
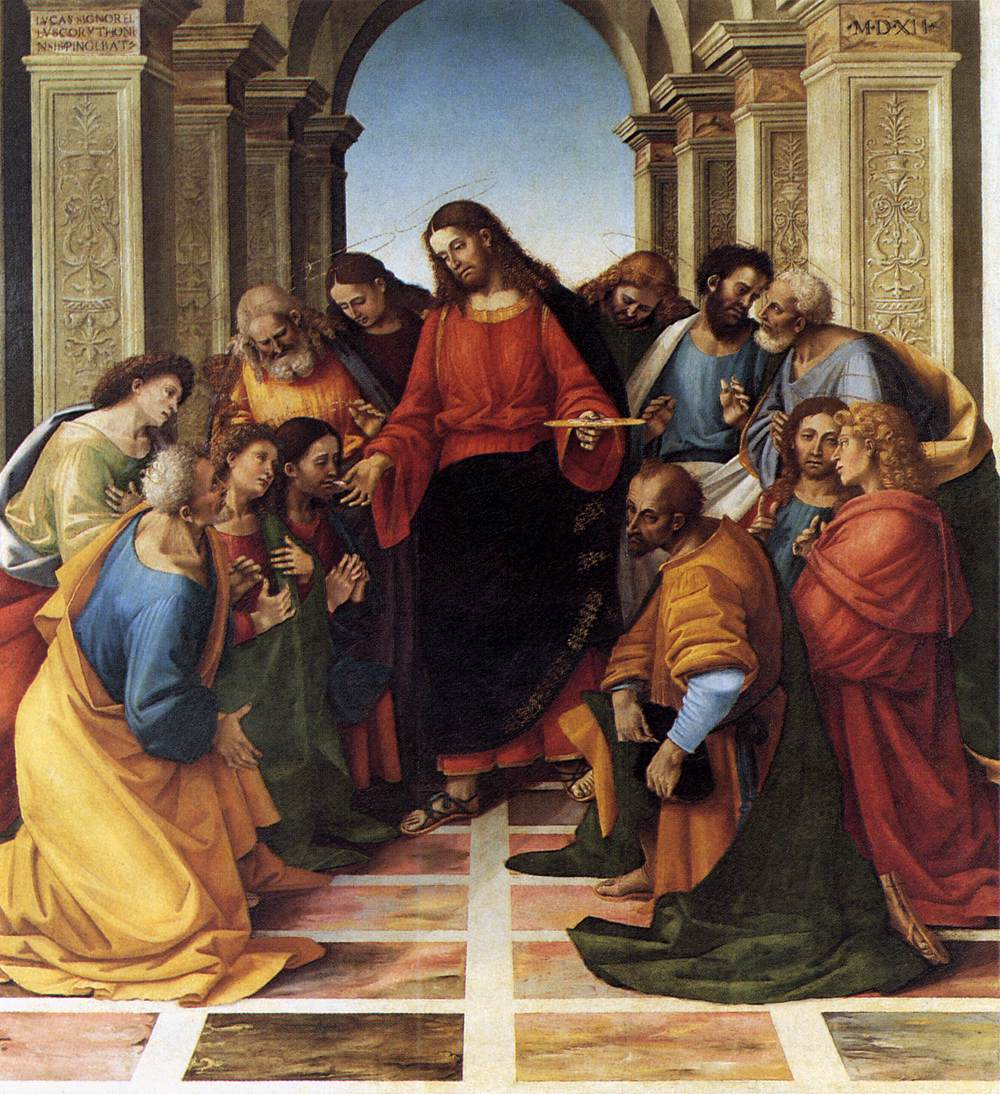
Luca Signorelli
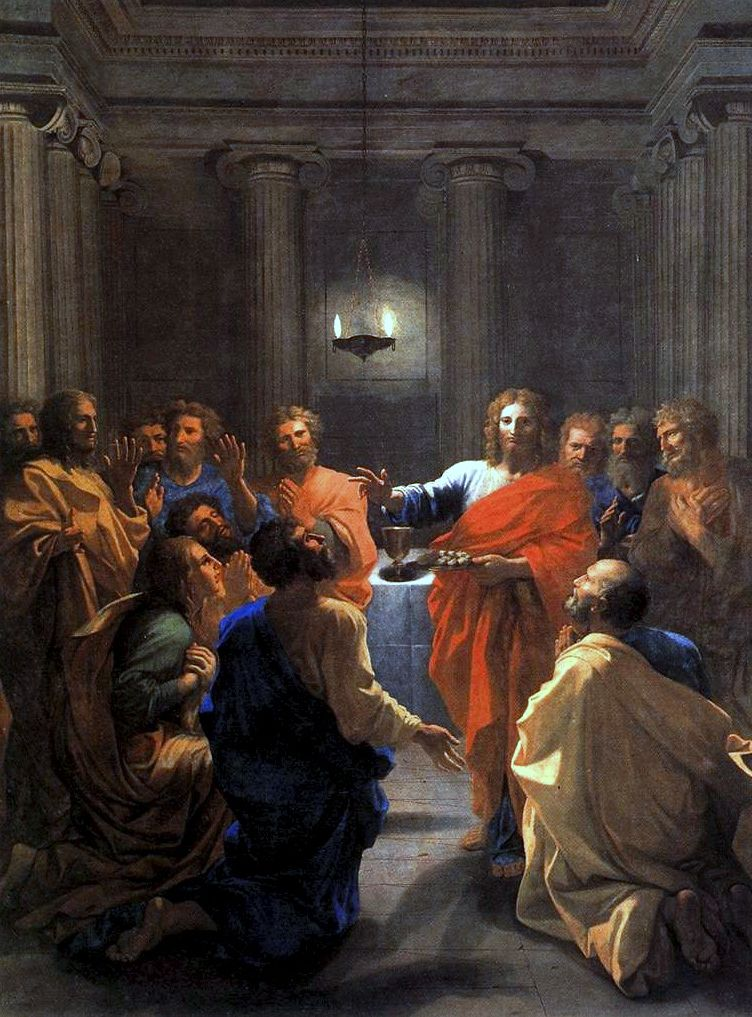
Nicolas Poussin